# ルーシー・ローズ
ルーシー・ローズ・パートン（1989年6月20日）は、ウォリックシャー出身の女性シンガーソングライター。デビュー作は、2012年9月にリリースされた『Like I Used To』（英語版）。

## 経歴

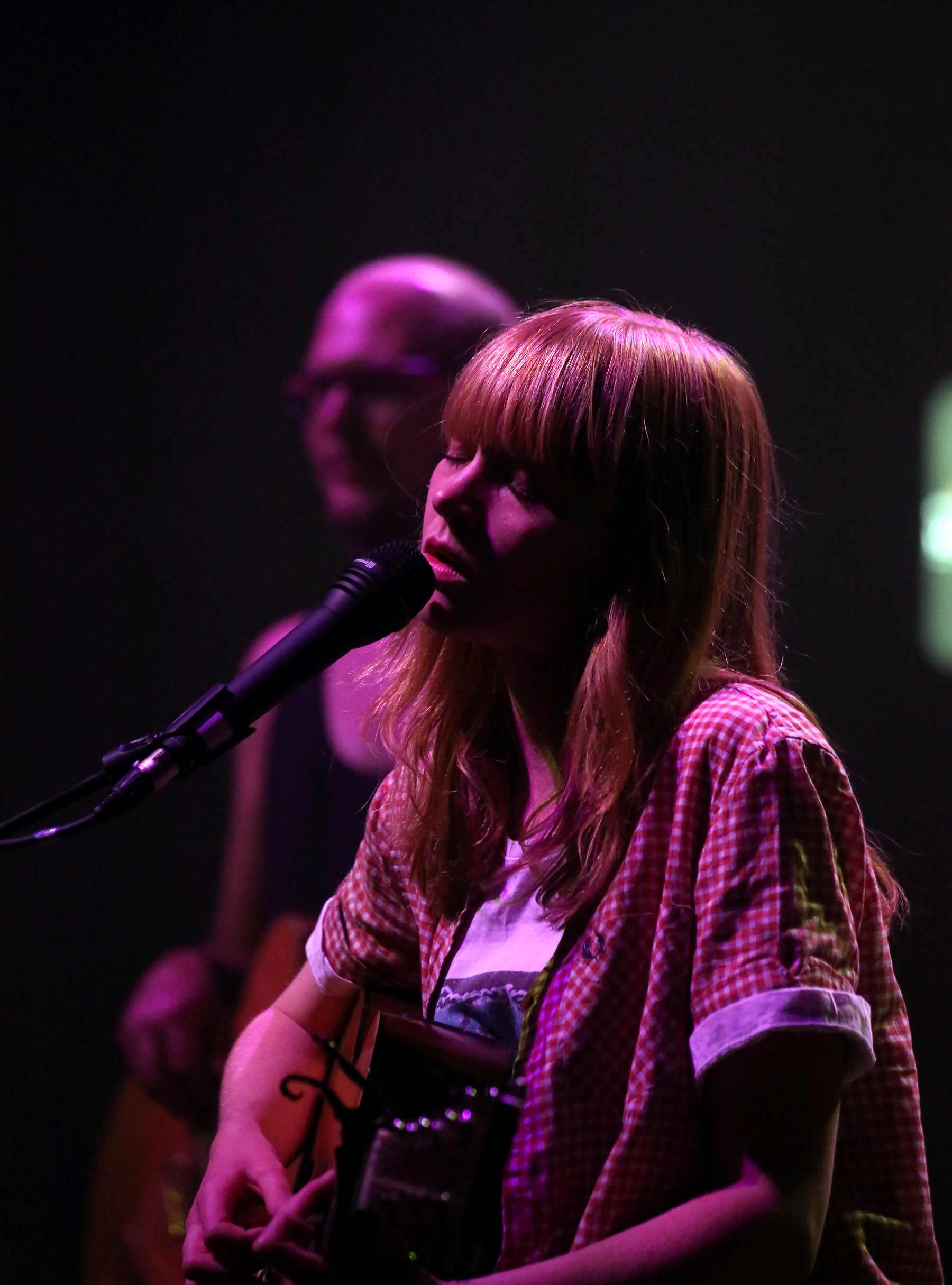
2012年のウェイブス・ヴィエナにて

イギリスの首都・ロンドンの近郊であるフリムリーに生まれた。彼女の音楽を始めたきっかけは、彼女の通っていた学校のオーケストラでドラムを叩いたことで、その頃家にあったピアノで作曲を始めた。後に通学路途中にある楽器店でギターを購入し、独学で16歳頃にはギターで作曲を始めた。ローズは大学進学で実家を出るまで誰にも曲を披露しなかった。
18歳の頃に地理学を学ぶためユニヴァーシティ・カレッジ・ロンドンに移住し、他のミュージシャンと共同で活動するなど経験を重ね、ボンベイ・バイシクル・クラブのジャック・ステッドマンに出会ったのもこの頃であった。ローズはステッドマンと親友となり、ステッドマンは彼女に自分が作曲した曲をバックボーカルで歌ってくれないかと尋ねた。そしてステッドマンがリードボーカルを務めたアコースティックアルバム『Flaws』がリリースされた。そのアルバム中でローズの歌声はアルバム参加者の中でも際立って目立っていた。
彼女はボンベイ・バイシクル・クラブのサードアルバム『A Different Kind of Fix』でもバックボーカルを務め、フォースアルバム『So Long, See You Tomorrow』でフィーチャリングした。ローズは他にもマニック・ストリート・プリーチャーズのアルバム『Rewind the Film』に収録されている楽曲『This Sullen Welsh Heart』でもバックボーカルを務めている。また、ローズはバンド形態で演奏することもある。
彼女のミュージックビデオはインターネット上で高い評価を得ており、その殆どは親友で映像クリエイターのオレスト・ミータスによる撮影である。
紅茶好きであり、ビルダー・グレイ（Builder Grey）という紅茶ブランドをライブ等で販売している。
ヴォーグはローズを『2012年で注目すべきインディーロックスターの一人』と評した。
彼女の楽曲の一つである『Don't You Worry』がイギリスの人気番組『スキンズ』の第6シーズンの2話で使用された。
2013年後半にSony MobileはXperia Z1のコマーシャルにローズを起用し、それに伴い楽曲『Movin' on up』をリリースした。
2013年12月にツイッターを介して、ローズはセカンドアルバムを製作することを発表した。彼女のセカンドアルバム『Work It Out』は2015年7月13日リリース予定である。
2014年には『Shiver』が漆原友紀原作のアニメ『蟲師』に二期のオープニングテーマとして起用された。
インタビューにおいて彼女は、ロンドンでの音楽活動中にニール・ヤングやジョニ・ミッチェルから影響を受けたと話した。

## ディスコグラフィー

### アルバム
| タイトル       | 概要 | 最高順位 | 最高順位 |
| タイトル       | 概要 | UK       | IRE      |
| -------------- | --- | -------- | -------- |
| Like I Used To | - リリース日：2012年9月24日 - レーベル：コロムビア, ソニーミュージック - フォーマット：CD、ダウンロード版 | 13       | 90       |
| Work It Out    | - リリース日：2015年7月 - レーベル：コロムビア, ソニーミュージック - フォーマット：CD、ダウンロード版     |          |          |

### シングル
| 年   | シングル            | アルバム       |
| ---- | ------------------- | -------------- |
| 2011 | "Middle of The Bed" | Like I Used To |
| 2011 | "Scar"              | Like I Used To |
| 2012 | "Red Face"          | Like I Used To |
| 2012 | "Lines"             | Like I Used To |
| 2012 | "Bikes"             | Like I Used To |
| 2013 | "Shiver"            | Like I Used To |